# Апостол Патров
Апостол Патров (грч. Ὀνησιφόρος) је био један од седамдесет Христових апостола. Апостол Павле га спомиње у својој Посланици Римљанима (Рим 16,14).
Био је епископ града Неапоља.
Православна црква га прославља 5. новембра по јулијанском календару.